# Bairon-et-ses-Environs
Bairon-et-ses-Environs es una comuna nueva francesa situada en el departamento de Ardenas, de la región de Gran Este.

## Historia
Fue creada el 1 de enero de 2016, en aplicación de una resolución del prefecto de Ardenas del 30 de noviembre de 2015 con la unión de las comunas de Le Chesne, Les Alleux y Louvergny, pasando a estar el ayuntamiento en la antigua comuna de Le Chesne.

## Demografía
| Gráfica de evolución demográfica de Bairon-et-ses-Environs entre 1800 y 2013 |
|                                                                              |

Los datos entre 1800 y 2013 son el resultado de sumar los parciales de las tres comunas que forman la nueva comuna de Bairon-et-ses-Environs, cuyos datos se han cogido de 1800 a 1999, para las comunas de Le Chesne, Les Alleux y Louvergny de la página francesa EHESS/Cassini. Los demás datos se han cogido de la página del INSEE.

## Composición
| Comuna delegada | Código INSEE | Población (2013) | Superficie (km²) | Densidad (hab./km²) |
| --------------- | ------------ | ---------------- | ---------------- | ------------------- |
| Le Chesne       | 08116        | 934              | 23.87            | 39                  |
| Les Alleux      | 08007        | 79               | 12.04            | 7                   |
| Louvergny       | 08261        | 67               | 8.95             | 7                   |